# Cyphomyrmex salvini
Cyphomyrmex salvini é uma espécie de inseto do gênero Cyphomyrmex, pertencente à família Formicidae.

## Distribuição
São encontradas na Guatemala e na Costa Rica.